# سیارک ۲۰۳۵۲
سیارک ۲۰۳۵۲ (به انگلیسی: 20352 Pinakibose، نامگذاری:1998HC129) بیست هزار و سیصد و پنجاه و دومین سیارک کشف شده‌است که در ۱۹ آوریل ۱۹۹۸ کشف شد.
قدر مطلق سیارک برابر ۱۴.۱ است.